# Libuv
libuv (Unicorn Velociraptor Library) — багато-платформова C-бібліотека, що забезпечує підтримку асинхронний ввід/вивід на основі цикла події. Вона підтримує epoll(4), kqueue(2), Windows IOCP та Sun Solaris event port. Бібліотека передусім спроектована для використання в Node.js, але застосовується також в інших програмних продуктах.  Спочатку це була абстракція навколо libev або Microsoft IOCP, оскільки libev підтримувала тільки select(2) і не підтримувала poll(2) та IOCP у Windows. У версії node-v0.9.0 libuv залежність на libev була вилучена.

## Особливості
Особливості libuv включають
- Повноцінний цикл події, підтверджений epoll, kqueue, IOCP, event ports
- Асинхронні TCP та UDP сокети
- Асинхронні DNS запити
- Асинхронні файлові операції та операції з файловою системою
- Події файлової системи
- ANSI escape code під управлінням TTY
- IPC з поділом сокетів, використовуючи Unix domain socket або іменовані потоки (Windows)
- Породжені процеси
- Пул нитей
- Обробка сигналів
- Високоточний таймер
- Примітиви нитей та синхронізації

## Виноски
1. ↑  The libuv github releases. GitHub. Архів оригіналу за 18 жовтня 2019. Процитовано 15 квітня 2019.
2. 1 2  The libuv project page and source code. GitHub. Архів оригіналу за 19 січня 2021. Процитовано 30 червня 2016.
3. ↑  Welcome to the libuv documentation — libuv documentation. docs.libuv.org (англ.). Архів оригіналу за 26 листопада 2020. Процитовано 24 липня 2017.
4. ↑  Projects that use libuv. libuv GitHub project page. Архів оригіналу за 18 жовтня 2019. Процитовано 30 червня 2016.
5. ↑  An introduction to libuv. Архів оригіналу за 12 березня 2018. Процитовано 12 вересня 2019.